# Epigonus ctenolepis
Epigonus ctenolepis is een straalvinnige vissensoort uit de familie van diepwaterkardinaalbaarzen (Epigonidae). De wetenschappelijke naam van de soort werd voor het eerst geldig gepubliceerd in 1983 door Mochizuki & Shirakihara.